# Joanna Kulig
Joanna Kulig (Krynica-Zdrój, 24 de junio de 1982) es una actriz polaca de cine, televisión y teatro. En 2018, recibió el premio a la mejor actriz en los 31.º Premios del Cine Europeo por su interpretación en Cold War.

## Primeros años
Kulig nació el 24 de junio de 1982 en Krynica, Voivodato de Pequeña Polonia, Polonia. Su madre trabajaba como cocinera en una guardería local y su padre era un poeta. Fue criada junto a sus cuatro hermanos en Muszynka. 
En 2000, Kulig se matriculó en la Escuela Estatal de Música Mieczysław Karłowicz en Cracovia. Se graduó en la Escuela Estatal de Música Frédéric Chopin en Krynica-Zdrój (clase de piano) así como en la AST Academia Nacional de Artes en Cracovia en 2007 con una especialización en voces musicales populares. Fue la primera de su familia en graduarse en la universidad.

## Carrera
Kulig ha actuado en la Teatro Nacional Helena Modrzejewska Nacional en Cracovia. En 1998, ganó un episodio del espectáculo de talentos Szansa na sukces  al interpretar la canción Między ciszą un ciszą de Grzegorz Turnau.
Kulig hizo su debut en el cine en 2007 con la película de Grzegorz Pacek Środa czwartek rano. En 2010, apareció junto a Jakub Gierszał en Milion dolarów ("Un Millón de Dólares") por Janusz Kondratiuk. En 2011, protagonizó junto a Ethan Hawke y Kristin Scott Thomas en The Woman in the Fifth dirigida por Paweł Pawlikowski. Otros directores de película con los que ha colaborado son Agnieszka Holanda, Jacek Borcuch, Mirosław Borek, y Marcin Wrona.
En 2013, Kulig recibió el Premio Águila a la Mejor Actriz de Reparto conferido por la Academia de Cine polaco para su papel en la película de Małgorzata Szumowska Sponsoring. En 2018, recibió el Premio a la Mejor Actriz en los 31.º Premios de Cine Europeo por su interpretación en la película dramática histórica de Paweł Pawlikowski Cold War.

## Vida personal
En 2009, Kulig se casó con el director de cine y guionista Maciej Bochniak. En febrero de 2019, dio a luz a un niño llamado Janek . Su hermana es la actriz Justyna Schneider, quién adoptó el apellido de su bisabuela para evitar confusión.

## Filmografía seleccionada
| Año  | Título                                          | Papel                 | Notas |
| ---- | ----------------------------------------------- | --------------------- | --- |
| 2007 | Prime Minister                                  | Magdalena Nowasz      | 3 episodios |
| 2008 | Środa, czwartek rano                            | Teresa                | Nominada—Premio Golden Duck a la Mejor Actriz |
| 2008 | Days of Honor                                   | "Mucha"               | 5 episodios |
| 2010 | Szpilki na Giewoncie                            | Wika Bura             | 15 episodios |
| 2011 | Los numeros                                     | Sylwia                | |
| 2011 | Milion dolarów                                  | Zuzanna               | Nominada—Premio Golden Duck a la Mejor Actriz |
| 2011 | Maraton tańca                                   | Agnieszka             | Nominada—Premio Golden Duck a la Mejor Actriz |
| 2011 | Remembrance                                     | Magdalena Limanowska  | |
| 2011 | The Woman in the Fifth                          | Ania                  | |
| 2012 | Elles                                           | Alicja                | Premio del Festival de Cine Gdynia a la Mejor Actriz de Reparto Premio de la Academia Polaca a la Mejor Actriz de Reparto Nominada—Premio Golden Duck a la Mejor Actriz Nominada—Premio Zbigniew Cybulski |
| 2012 | A Turtle's Tale 2: Sammy's Escape from Paradise | Konsuela              | Voz (doblaje polaco) |
| 2013 | Lasting                                         | Marta                 | Nominada—Premio de la Academia Polaca a la Mejor Actriz de Reparto |
| 2013 | Hansel y Gretel: cazadores de brujas            | Bruja Pelirroja       | |
| 2013 | Zambezia                                        | Esposa de Neville     | Voz (doblaje polaco) |
| 2013 | Na krawędzi                                     | Sylwia Zawada         | 6 episodios |
| 2013 | Khumba                                          | Fifi                  | Voz (doblaje polaco) |
| 2013 | Ida                                             | Cantante              | |
| 2013 | Way Back Home                                   | Yalka                 | |
| 2014 | Facet (nie)potrzebny od zaraz                   | Patrycja              | |
| 2014 | O mnie się nie martw                            | Jadwiga "Iga" Małecka | |
| 2014 | Zbrodnia                                        | Monika Krajewska      | |
| 2015 | Disco polo                                      | Anka "Gensonina"      | |
| 2016 | Les Innocentes                                  | Hermana Irena         | |
| 2016 | Pitbull. Niebezpieczne kobiety                  | Zuza                  | |
| 2018 | Cold War                                        | Zula Lichoń           | Premio del Festival de Cine El Gouna a la Mejor Actriz Premio del Cine Europeo a la mejor actriz europea Premio FIPRESCI a la Mejor Actriz en el Fesrtival Internacional de Cine de Palm Springs Premio Paszport Polityki en la categoría de Cine Premio del Festival Transatlantyk a la Mejor Actriz Nominada—Premio IndieWire Critics Poll a la Mejor Actriz Nominada—Premio de la Sociedad Internacional Cinéfila a la Mejor Actriz Nominada—Premio del Círculo de Críticos de Cine de Londres a la Mejor Actriz del Año |
| 2018 | Pułapka                                         | Justyna Mateja        | 3 episodios |
| 2018 | Kler                                            | Hanka Tomala          | |
| 2018 | 7 uczuć                                         | Madre de Gosia        | |
| 2018 | Miłość jest wszystkim                           | Magda                 | |
| 2019 | Hanna                                           | Johanna Zydek         | 1 episodio |
| 2020 | The Eddy                                        | Maja                  | 8 episodios |